# Asiento ritual taino
El asiento ritual taino, también conocido como Dúho, es un asiento de madera precolombino realizado en forma de hombre a cuatro patas. Fue elaborado por el pueblo taíno y encontrado en una cueva cerca de la ciudad de Santo Domingo en la República Dominicana. El asiento se hizo antes de que Cristóbal Colón desembarcara en el Caribe y es un remanente importante de la cultura y civilización taína que existió antes de la llegada de los europeos.

## Descripción
El asiento está hecho de madera dura densa llamada Guayacán o Lignum vitae. En este caso el Lignum vitae es del árbol Guaiacum officinale. Las flores de este árbol son la flor nacional de Jamaica. La silla es pequeña y tiene la forma de un hombre a cuatro patas. La cabeza está decorada con oro y la figura está tallada con genitales masculinos debajo.

## Importancia
Los duhos son asientos tallados que se encontraban en las casas de los caciques o jefes taínos en toda la región del Caribe. Los Duhos «figuró prominentemente en el mantenimiento de los sistemas políticos e ideológicos taínos... [y eran]... literalmente asientos de poder, prestigio y ritual». Se han encontrado duhos hechos de madera y piedra, aunque los de madera tienden a no durar tan bien como las sillas de piedra y, por lo tanto, son mucho más raros. Este asiento es uno de los dos asientos taínos llamados Duho que actualmente se conservan en el Museo Británico estas asientos se encontraron originalmente en la isla de la Española. El otro también está modelado antropomórficamente sobre un hombre, pero en ese caso el parecido con un hombre boca abajo es más proporcional. Hay otro duho de madera en las colecciones del Museo Británico que se encontró en la isla Eleuthera en las Bahamas.

## Propósito

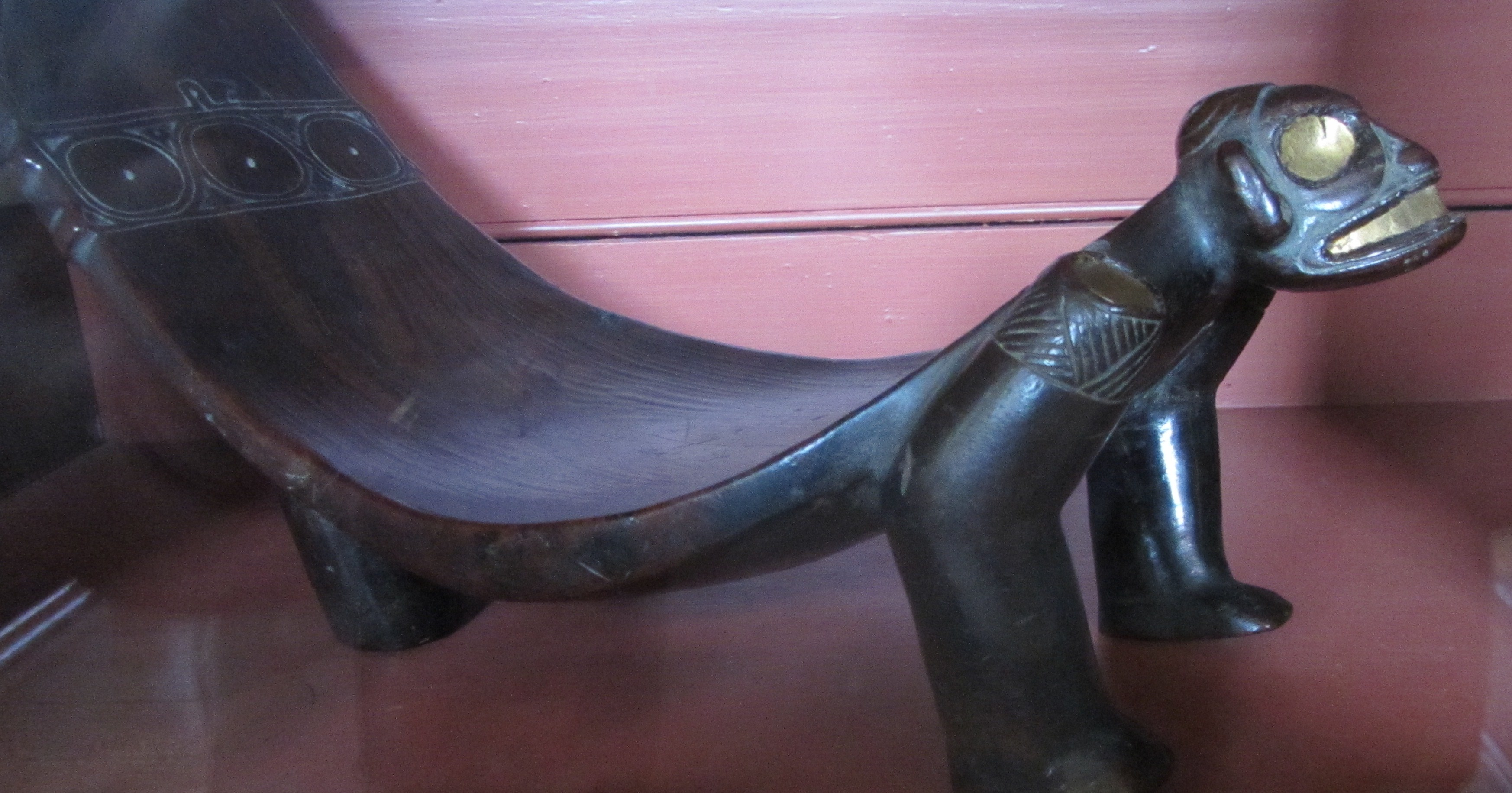
Vista más cercana de la figura tallada del asiento

Cuando Cristóbal Colón llegó en 1492, gran parte del Caribe estaba habitado por el pueblo taíno. Su civilización de más de 7000 años de antigüedad no se benefició del contacto precolonial, ya que muchos fueron esclavizados más tarde o murieron de enfermedades. Los primeros exploradores notaron que durante algún tiempo los taínos usaban drogas alucinógenas. La droga y las pipas que se usaban se llaman cohoba. Es probable que uno de estos jefes usara este asiento para fumar o inhalar estas drogas. Los ojos dorados martillados colocados en la cara del taburete señalan la capacidad del jefe para «ver» en el mundo de los espíritus.
El asiento que actualmente se exhibe en el Museo Británico tiene un cuenco sobre la cabeza de la figura, que puede haber sido utilizado para sostener cohoba durante los rituales que involucran a los dioses Cemí. Los taínos creían en poderosas fuerzas espirituales llamadas çemí que controlaban la naturaleza. Los espíritus çemí podían revelarse como esculturas. Al sentarse en este taburete, los jefes mostraban públicamente su poder sobre el mundo de los espíritus y su capacidad para administrar y controlar las fuerzas invisibles que gobiernan el mundo natural y los asuntos humanos.

## Una historia del mundo en cien objetos
Este asiento apareció en A History of the World in 100 Objects, una serie de programas de radio que comenzó en 2010 como una colaboración entre la BBC y el Museo Británico.